# Westfälische Provinzial Versicherung
Die Westfälische Provinzial Versicherung Aktiengesellschaft war ein Sach- und Unfallversicherer mit Sitz im westfälischen Münster. Das Unternehmen gehörte zur Provinzial Holding AG.
Die Westfälische Provinzial blickte auf eine lange Geschichte zurück. Ursprünglich geht sie auf frühe Feuersozietäten zurück, deren älteste bereits 1722 aus der Taufe gehoben wurde. 1997 feierte man das 275-jährige Firmenjubiläum. Die heutige Aktiengesellschaft ist Rechtsnachfolgerin der Westfälischen Provinzial Feuersozietät, die bis 2001 in der Rechtsform einer Anstalt des öffentlichen Rechts als Sach- und Unfallversicherung für die ehemalige Versicherungsgruppe Westfälische Provinzial tätig war. Bis ins Jahr 2020 war das Unternehmen eine 100%ige Tochter der Provinzial NordWest Holding Aktiengesellschaft, mit der ein Beherrschungs- und Ergebnisabführungsvertrag geschlossen wurde. Im Jahr 2021 wurde die Westfälische Provinzial rückwirkend zum 1. Januar 2021 mit der Provinzial Rheinland Versicherung mit Sitz in Düsseldorf verschmolzen. Das fusionierte Unternehmen firmiert seitdem als Provinzial Versicherung Aktiengesellschaft.
Die gebuchten Brutto-Beitragseinnahmen lagen 2020 bei 1,5 Mrd. Euro.